# After All (пісня Шер і Пітера Сетери)
«After All» («Після всього») — пісня-хіт чарту «Billboard Hot 100» 1989 року, виконана дуетом американськими співаками Шер і Пітером Сетерою й випущена 21 лютого того року на лейблі «Geffen Records». Пісня використовувалася як любовна тема у фільмі «Шанси є» і була номінована на премію «Оскар» у категорії «Найкраща оригінальна пісня» 1989 року. «After All» також стала першим північноамериканським синглом дев'ятнадцятого студійного альбому Шер «Heart of Stone» 1989 року. Пісня також увійшла до альбому Пітера Сетери «You're The Inspiration — A Collection» 1997 року і «The Very Best of Peter Cetera» 2017-го.

## Реліз
Сингл досяг шостої сходинку в США і Канаді. Йому також вдалося потрапити до деяких чартів європейських країн, у тому числі в Ірландії, де він досяг 24-ої сходинку, і у Великій Британії, де він досяг 84-ої сходинки.
«After All» також став першим сольним хітом Шер «номер один» у чарті «Adult Contemporary» в США. Її попередній «номер один» був у 1971 році, коли пісня дуету «Sonny & Cher» «All I Ever Need Is You» очолювала його п'ять тижнів. У статті 2014 року журналу «Billboard» письменник Кейт Колфілд назвав «After All» дев'ятим найуспішнішим хітом Шер у чартах. Сингл посів 79 сходинку у чарті «Billboard Year-end Hot 100» 1989 року. Пісня мала великий успіх у США, але для її подальшого просування не було знято відео, вона отримала
золоту сертифікацію RIAA за продаж 500 000 копій. Станом на листопад 2011 року «Billboard» повідомив, що цифровий продаж «After All» в США становив 226 000 копій.

## Живе виконання
На 62-й церемонії вручення премії «Оскар» 1990 року цю пісню виконали Джеймс Інгрем та Мелісса Манчестер.
Шер виконувала сольну версію пісні під час своїх турів «Heart of Stone» та «Love Hurts». Потім вона виконувала її зі своїм клавішником та музичним керівником Полом Мірковичем під час своїх турів «Believe» та «Farewell». Співачка також виконувала пісню під час виступів «Cher at the Colosseum» та «Classic Cher», а також під час свого туру «Here We Go Again». Останні виступи супроводжувала демонстрація відеомонтажу з Шер, перед початком виконання пісні.
З початку 2000-х років Пітер Сетера виконував «After All» під час своїх живих виступів у дуеті з бек-вокалістками, включаючи Кім Кіз, Джамель Фрейлі та Таню Ханчерофф.

## Трек-лист
- Американський та європейський 7-дюймовий LP та касетний сингл

1. «After All» — 4:06
2. «Dangerous Times» — 3:00

- Європейський 12-дюймовий LP і CD сингл

1. «After All»
2. «Dangerous Times»
3. «I Found Someone»
4. «Main Man»

## Учасники запису
- Шер — головний вокал
- Пітер Сетера — головний вокал
- Роббі Бучанан — клавішні
- Джон Джилатін — клавішні
- Майкл Ландау — гітара
- Ведді Вочтел — гітара
- Леланд Склар — бас
- Карлос Вега — ударні
- Майкл Фішер — перкусія

## Офіційні версії
- Main Version (4:03)
- Edit (3:39)
- Extended Remix (6:46)

## Чарти і сертифікації
| Чарт (1989)                               | Позиція |
| ----------------------------------------- | ------- |
| Австралія (ARIA)                          | 50      |
| Canada Top Singles (RPM)                  | 5       |
| Канада (The Record)                       | 6       |
| Ірландія (IRMA)                           | 24      |
| Квебек (ADISQ)                            | 20      |
| Велика Британія (Official Charts Company) | 84      |
| США (Billboard Hot 100)                   | 6       |
| США (Adult Contemporary) (Billboard)      | 1       |
| США (Cash Box Top 100)                    | 7       |

| Чарт (1989)                          | Позиція |
| ------------------------------------ | ------- |
| Канада (Top Singles (RPM))           | 67      |
| США (Billboard Hot 100)              | 79      |
| США (Adult Contemporary (Billboard)) | 5       |

| Регіон                                             | Сертифікація | Продажі  |
| -------------------------------------------------- | ------------ | -------- |
| США (RIAA)                                         | Золотий      | 500 000^ |
| США Digital                                        | —            | 226,000  |
| ^відвантаження, що базуються лише на сертифікаціях |              |          |

## Кавер-версії
Філіппінські співаки Мартін Нівера та Віна Моралес зробили кавер-версію цієї пісні, яка була використана як музична тема для місцевого серіалу «мильну-оперу» A Beautiful Affair.